# František Tokár
František Tokár är en före detta tjeckoslovakisk bordtennisspelare och världsmästare i dubbel och lag. Han spelade sitt första VM 1947. 16 år senare - 1963 - spelade han sitt 8:e och sista. Under sin karriär tog han 10 medaljer i bordtennis-VM: 5 guld, 2 silver och 3 brons. Den tyngsta titeln är den i dubbel 1949 

## Halls of Fame
- 1995 valdes han in i International Table Tennis Foundation Hall of Fame.

## Meriter
- Bordtennis VM
  - 1947 i Paris
    - 1:a plats med det tjeckoslovakiska laget

  - 1948 i London
    - 1:a plats med det tjeckoslovakiska laget

  - 1949 i Stockholm
    - 1:a plats dubbel (med Ivan Andreadis)
    - 2:a plats med det tjeckoslovakiska laget

  - 1950 i Budapest
    - 2:a plats dubbel (med Ivan Andreadis)
    - 1:a plats med det tjeckoslovakiska laget

  - 1951 i Wien
    - 3:e plats dubbel (med Ladislav Štípek)
    - 1:a plats med det tjeckoslovakiska laget

  - 1953 i Bukarest
    - 3:e plats med det tjeckoslovakiska laget

  - 1957 i Stockholm
    - 3:e plats med det tjeckoslovakiska laget